# مومدسوکی فوکوزاوا
مومدسوکی فوکوزاوا (انگلیسی: Momosuke Fukuzawa; june ۲۵, ۱۸۶۸ – ۲ فوریه ۱۹۳۸) کارآفرین و سیاستمدار اهل ژاپن بود، که در سال ۱۹۴۲ شرکت تواگوسی را تأسیس کرد.